# Stolnica svetega Štefana, Bourges
Stolnica v Bourgesu ali stolnica sv. Štefana v Bourgesu (francosko Cathédrale Saint-Étienne de Bourges) je rimskokatoliška cerkev v mestu Bourges v Franciji. Stolnica je posvečena sv. Štefanu in je sedež nadškofa Bourgesa. Zgrajena na vrhu zgodnejše romanske cerkve od leta 1195 do 1230, je večinoma v arhitekturnem slogu visoke gotike in je bila zgrajena približno v istem času kot stolnica v Chartresu. Stolnica je še posebej znana po veliki velikosti in enotnosti svoje notranjosti, kiparskem okrasju portalov in veliki zbirki vitrajev iz 13. stoletja. Zaradi svoje najpomembnejše gotske arhitekture je bila stolnica leta 1992 vpisana za Unescov seznam svetovne dediščine.

## Zgodovina

### Zgodnje stolnice
Obzidano mesto Avaricum, glavno mesto galskega plemena Biturigi, je osvojil Julij Cezar leta 54 pr. n. št. in postal glavno mesto galo-rimske province Akvitanije.[3] Krščanstvo je prinesel sveti Ursin iz Bourgesa okoli leta 300 našega štetja; velja za prvega škofa. Gregor iz Toursa v 6. stoletju omenja »veličastno« cerkveno stavbo. V 9. stoletju je Raoul de Turenne rekonstruiral starejšo stavbo. Med letoma 1013 in 1030 je škof Gauzelin zgradil novo in večjo stolnico. Tako kot prejšnje cerkve je bila zgrajena ob mestnem obzidju, njeni ostanki pa so pod sedanjo stolnico.
Približno leta 1100 je fkralj Filip I. Francoski svojemu rastočemu kraljestvu dodal Bourges in njegovo provinco. Leta 1145 je njegov sin Ludvik VII. Francoski predstavil svojo novo ženo Eleonoro Akvitansko, ki je bila uradno okronana za francosko kraljico v stari gotski stolnici v Bourgesu. Približno leta 1150 je nadškof Pierre de La Châtre povečal staro stolnico z dodajanjem dveh novih stranskih ladij, ene na obeh straneh, vsaka z dvema romanskima portaloma, načrtoval pa je tudi rekonstrukcijo zahodnega pročelja. 

### Gotska stolnica (12.–13. stoletje)
Pod novim nadškofom Henrijem de Sullyjem se je začel bolj ambiciozen gradbeni program. Leta 1181–1182 je kralj Filip Avgust II. dovolil gradnjo na delih starega obzidja, ki gleda na mesto. Dokument škofa Henryja de Sullyja je nakazal popolno rekonstrukcijo stolnice leta 1195. Prvo delo je vključevalo gradnjo spodnje cerkve v šest metrov globokem prostoru, kjer je bilo staro obzidje. Ta zgradba z dvojnim ambulatorijem je bila dokončana okoli leta 1200. Služila je kot osnova za naslednji del, apsido ali vzhodni del, ki je bil dokončan okoli leta 1206. Delo je nato potekalo proti zahodu, od apside do kora.
Stolnico so začeli graditi približno ob istem času kot stolnico v Chartresu, vendar je bil osnovni načrt zelo drugačen. Medtem ko sta bili v Chartresu in drugih visokogotskih stolnicah dve stranski ladji enake višine kot ladja, sta bili v Bourgesu stranski ladji različno visoki in sta se stopničasto dvigali od zunanje ladje do središča. Stara ladja je bila nekaj časa ohranjena, da je omogočila bogoslužje, dokler ni bil okoli leta 1214 dokončan nov kor. Nato so se začela dela na petih delih nove ladje. Stolnica je bila do leta 1225 dovolj dokončana, da je lahko gostila velik koncil, ki je obsodil herezijo katarstva. Večja dela na ladji so bila končana do leta 1235 z namestitvijo korne pregrade, ki je ločevala kor od ladje.
Naslednji korak je bila izgradnja lesenega ogrodja za streho nad obokanim stropom. To je trajalo od leta 1140 do 1155 in je zahtevalo les devetsto hrastov. Ostrešje se je nadaljevalo do leta 1259, ko je požar povzročil resno škodo. Gradnja južnega stolpa je bila ustavljena, verjetno iz previdnosti, prav tako so se ustavila dela na severnem stolpu.

### 14.–16. stoletje
- Stolnica v Bourgesu (ozadje), upodobljeno v 15. stoletju
- Notranjost stolnice, upodobljena v Très Riches Heures du Duc de Berry (15. stoletje)
- Zahodni portali, upodobljeni v Très Riches Heures du Duc de Berry (15. stoletje)

</gallery>
Delo na fasadi se je nadaljevalo leta 1314 z izgradnjo velikega oboka, Grand Housteau. Stolnici je bil dodan visok lesen zvonik, stene pa so bile okrepljene z dodatnimi obokanimi oporniki. Med letoma 1406 in 1491 je bilo zgrajenih enajst novih kapel vzdolž bokov stolnice med oporniki. Te so bile razkošno okrašene v bolj bogato okrašenem poznogotskem slogu, nekoliko v neskladju s klasično visoko gotiko prejšnje stavbe.
Leta 1424 je bila stolnica opremljena s tehnološko novostjo, astronomsko uro, ki še vedno deluje. Severni stolp, ki je bil dolgo v težavah, je bil končno dokončan, vendar so bili njegovi temelji še vedno poškodovani. Zrušil se je 31. decembra 1506. Da bi zbral sredstva za njegovo obnovo, je nadškof Guillaume de Cambrai ponudil odpustke za uživanje masla v postnem času v zameno za prispevke v sklad stolpa. Stolp je bil popravljen med letoma 1508 in 1524 in se je nato prijel vzdevek Masleni stolp.
Po zrušitvi stolpa leta 1506 je bil zgornji osrednji del zahodnega pročelja, nad osrednjimi portali, znan kot Grand Housteau, rekonstruiran v slogu plameneče gotike. Prenovljena sprednja stran je vsebovala skupino šestih velikih šiljastih oken in dveh okulusov pod ogromno rozeto, nad katero je bil koničast zatrep z majhno rozeto. Zaradi težav s stabilnostjo so novo pročelje in stolpe okrepili z masivnimi oporniki.
Stari zvonik je bil odstranjen leta 1539 in zamenjan z novim v letih 1543–44. Leta 1549 je požar v tramovih strehe severnih stranskih ladij poškodoval okna spodaj in uničil tudi orgle. Tokrat je popravilo plačal kralj Henrik II. Francoski. Francoske verske vojne so povzročile resnejšo škodo. Protestantska vojska, ki jo je vodil Gabriel de Lorges, grof Montmorency, je 27. maja 1562 presenetila mesto. Oropali so zakladnico stolnice, prevrnili kipe in razbili nekaj reliefnih skulptur. De Lorges se je pripravljal razstreliti stolnico, ko so ga odvrnili drugi, ki so jo želeli spremeniti v protestantsko cerkev.

### 17.–18. stoletje
Leta 1667 so v stolnico postavili nove orgle, katerih deli so še vedno v uporabi. Strešni jezdec stolnice, ki je bil štirikrat prezidan, je bil končno odstranjena leta 1745. V 18. stoletju je bila celotna stolnica podvržena resnejši preobrazbi, da bi se uskladila z novimi doktrinami, ki jih je uvedel Vatikan. Odstranjen je bil gotski oltar iz leta 1526 in dovršeno izklesana kamnita korna pregrada iz 13. stoletja. Deli korne pregrade so danes prikazani v kripti. Številni vitraji so bili zamenjani z belim steklom grizaj, da bi zagotovili več svetlobe. Leta 1760 je bila postavljena nova korna pregrada, sestavljena iz kovanega železa, leta 1767 pa je bil nameščen nov oltar iz belega marmorja. Kor je dobil tudi nove izrezljane korne klopi in nova marmorna tla.
Med francosko revolucijo je bila stolnica za nekaj časa spremenjena v tempelj razuma. Številne relikviarije in druge dragocene predmete v zakladnici so pretopili zaradi zlata, medtem ko so deset od dvanajstih cerkvenih zvonov pretopili, da bi jih ponovno skovali v topove.
Po uničenju večjega dela vojvodske palače in njene kapele med revolucijo je bila nagrobna podoba vojvode Jeana de Berryjskega prestavljena v kripto stolnice, skupaj z nekaterimi vitraji, ki prikazujejo stoječe preroke, ki jih je za kapelo oblikoval André Beauneveu .

### 19.–21. stoletje
V 19. stoletju je bila stolnica vrnjena katoliški cerkvi in je bila podvržena dolgi obnovi od leta 1829 do 1847. Novi arhitekti so naredili številne spremembe in dodatke, ki so imeli včasih vprašljivo zgodovinsko podlago. Oporniki in oboki so bili okrašeni s fialami in novimi balustradami, ki morda prej niso obstajale.
Leta 1862, pod cesarjem Napoleonom III., je bila stolnica razglašena za zgodovinski spomenik.
Leta 1992 je UNESCO stolnico dodal na seznam svetovne dediščine.
V letih 1994–95 je bila restavrirana korna pregrada spodnje cerkve in spet vzpostavljena astronomska ura. Stare vitraje so očistili in zaščitili z dodatnimi plastmi stekla. Obnovljene so bile poslikave v kapeli sv. Janeza Krstnika

## Zunanjost

### Zahodna fasada
Zahodna fasada, glavni vhod v stolnico, je v primerjavi z drugimi stolnicami tistega obdobja še posebej velika; ima pet portalov, ki dostopajo do glavne in stranskih ladij, več kot Notre Dame de Paris ali katera koli druga stolnica tistega obdobja.

#### Portali zahodne fasade
- Skulptura, ki ponazarja Poslednjo sodbo v timpanonu nad osrednjim portalom
- Kaznovanje grešnikov, upodobljeno na timpanonu osrednjega portala
- Kamenjanje svetega Štefana (portal desno od sredine)
- Portal sv. Guillauma prikazuje zvonik stolnice, ki je od takrat izginil
- Angeli v portalu svetega Štefana
- Lok spodnje arkade v portalu svetega Štefana (13. st.)

Skulptura na osrednjem portalu ponazarja prizore iz Poslednje sodbe. Na vrhu timpanona Kristus loči obsojene od odrešenih. Njihove usode so nazorno prikazane spodaj. Prvotne skulpture so bile močno poškodovane v 16. stoletju med verskimi vojnami. Dele timpanona je v 19. stoletju obnovil Théophile Caudron.
Portal bližnje desno od sredine prikazuje življenje sv. Štefana, zaščitnika stolnice. Skulpture na portalu nad skrajnimi desnimi vrati prikazujejo prizore iz življenja sv. Ursina, lokalnega svetnika in prvega škofa škofije. Prizori se berejo od spodaj navzgor in od desne proti levi. Vključujejo upodobitev Ursina, ki posvečuje stolnico (sredina) in krst rimskega senatorja Leokada in njegovega sina Ludreja (zgoraj). Kip portalnega stebra, ki prikazuje sv. Ursina, je izdelal Caudron leta 1845, potem ko je bil izvirnik uničen.
Prvotni timpanon severnih portalov je bil uničen, ko se je leta 1506 zrušil severni stolp, in so bili v 16. stoletju predelani v nekoliko drugačnem slogu. Timpanon na bliže levemu portalu prikazuje prizore iz življenja Device Marije. Spodnji del tega portala, do portalnega stebra, je iz 16. stoletja. Skrajni levi timpanon je posvečen Viljemu iz Donjeona in prikazuje prizore iz njegovega življenja. Portal je zaključen z odprtim zatrepom in je v sredini razdeljen z bogato okrašenim zvonikom. Na arhivoltah nad portalom so upodobljeni angeli, med katerimi so mnogi prikazani z igranjem na glasbila.
Spodnja arkada vsebuje zbirko štiriinšestdesetih reliefnih skulptur, ki prikazujejo primere božjega posega iz komentarjev Svetega pisma v Talmudu. Izrezljane so bile v 13. stoletju, njihovo edinstveno ikonografijo pa je verjetno zasnoval član velike judovske skupnosti v Bourgesu.
Prečke med temi nišami predstavljajo razširjen cikel Geneze, ki bi prvotno pripovedovala zgodbo od začetka stvarjenja do Božje zaveze z Noetom. Spandreli so bili poškodovani leta 1562.
Romanski izrezljani portali iz okoli 1160–1170, verjetno namenjeni za fasado starejše stolnice, so bili ponovno uporabljeni na južnih in severnih vratih (ki zasedajo prostore, ki so običajno rezervirani za portale transepta). Njihova bogata ornamentika spominja na burgundsko delo.

### Stolpi in Grand Housteau
- Vrh severnega stolpa z razkošnim okrasjem in bronastim pelikanom
- Plameneč Grand Housteau in zahodna rozeta
- Zvon vojvode Jeana in bronasti pelikan na severnem stolpu

Severni stolp je edini dokončan in je višji od obeh. Imel je dovršeno bleščečo gotsko dekoracijo, vključno z obilico okrasnih fial in rogljev ter kopije kipov iz 13. stoletja, nameščenih v nišah. Na vrhu je svetlobnica, ki jo krona velik bronast pelikan. Prvotni kip pelikana iz 16. stoletja je shranjen v stolnici. V tem stolpu je šest zvonov, ki so nadomestili tiste, ki so bili pretopljeni med revolucijo. Segajo v 19. in 20. stoletje. Največji je bourdon, Guillaume-Etienne Gros Guillaume, s premerom 2,13 metra in težo 6,08 tone. Ulit je bila v letih 1841–42.
Južni stolp, krajši od obeh in nedokončan, je imel nezadostne temelje in je bil že od začetka nestabilen. Leta 1314 je bil na koncu okrepljen z masivnim opornikom na boku. Ta opora je poleg tega, da je podpirala stolp, vsebovala stopnišče in majhen zapor, ki ga je upravljal kapitelj stolnice. Zgornja soba opornika je bila uporabljena kot pisarna arhitekta in ima na kamnitih tleh vgravirane načrte obokov in rozeto, kjer so si jih lahko ogledali graditelji stolnic. V 18. stoletju ga je nekaj časa kot atelje uporabljal slikar François Boucher.
Južni stolp je prvotno vseboval zvonik in velike zvonove. Ti so bili po revoluciji odstranjeni in pretopljeni v bron. Zato so stolp imenovali Le Sourde (gluhi) ali Le Muette (tihi).
Osrednji del zahodne fronte nad portali in med stolpi je znan kot Grand Housteau. Je poznejši od preostalega zahodnega pročelja, obnovljen v 16. stoletju v  flamboyant gotskem slogu po zrušitvi severnega stolpa. Izjemna višina Grand Housteauja in njegove rozete naznanja veliko višino ladje za njim.

### Severna in južna stran
Severna in južna stena sta obloženi z ločnimi oporniki, ki segajo čez spodnje ladje in podpirajo zgornje stene in ki omogočajo velika zgornja okna. Dodatno težo jim dajejo težke fiale. V kasnejših stoletjih so bile med številnimi oporniki zgrajene majhne kapele, vendar so v tistih obokih brez kapel še vedno vidni zidovi stare romanske stolnice.
Za razliko od večine drugih visokogotskih stolnic, Bourges nima transepta, vendar sta na južni strani veranda in portal, ki ju je prvotno uporabljala samo duhovščina. Vsebuje ostanke starejše romanske cerkve, zlasti šest stebrnih kipov iz let okoli 1150–60, ki so bili postavljeni pod verando v 13. stoletju kot spomin na dolgo zgodovino stolnice. Sledi barve kažejo, da so bile skulpture nekoč svetle barve. Nekatere skulpture so vpisane z emblemom srca in črke J družine Jacquesa Coeurja, uglednih trgovcev iz Bourgesa in glavnih donatorjev stolnice. Njihove grobnice so znotraj stolnice.
- Južna stran stolnice in južna veranda
- Skulptura timpanona južne verande
- Skulptura južne verande
- Steber-kip in timpanon južne verande

Severna stran, obrnjena proti mestu, ima podoben tloris. Številni prostori med oporniki so bili zapolnjeni s kapelicami. Na sredini vzdolž severne strani je veranda za dostop navadnih članov župnije. Tako kot južna veranda so portali severne verande okrašeni s stebrnimi kipi in drugimi skulpturami, ki segajo v romansko stolnico. Stebrna kipa očitno predstavljata kraljico iz Sabe in Sibilo, medtem ko skulptura v lokih nad portali predstavlja Devico in otroka. Miniaturni arhitekturni prizori imajo podobe svetopisemskih Treh kraljev, Oznanjenja in prizora Obiskanja, ki ponazarjajo svetopisemsko poročilo o Mariji. Nekatere skulpture na tej verandi so bile uničene v francoskih verskih vojnah.
Nad severnimi vrati je okroglo okno brez stekla, okrašeno s skulpturami glav mitskih zveri. Streha nad severnim portalom je leta 1559 utrpela požar in jo je nadomestila železna streha. Celoten portal je razkošno okrašen z dovršeno rastlinsko in geometrijsko skulpturo.
Na severni strani štrli tudi zakristija stolnice poleg verande. Daroval jo je trgovec Jacques Coeur.
- Severna portalna veranda
- Kip Device Marije in otroka na severnem portalu
- Vrata severnega portala
- Kip stebra severnega portala in okras

### Apsida
Apsida (francosko chevet - izraz za zunanjost apside), vzhodnega dela stolnice, z obročem radilanih kapel. Stolnica v Bourgesu se razlikuje od drugih visokogotskih stolnic, saj imajo spodnje ladje drugačne višine, glavna ladja pa se dviga navzgor v treh stopnjah, pri čemer zgornje stene podpira šest konvergentnih opornikov, ki skačejo čez spodnje nivoje. z ločenimi loki, ki podpirajo spodnjo in zgornjo steno. Vertikalnost je dodatno okrepljena s koničastimi strehami radialnih kapelic, dvojnimi vrhovi na vsakem oporniku in vrhovi okoli balustrade strehe. Vsako polje visokih sten je okrašeno z dvojnimi šiljastimi okni in majhno rozeto s šestimi loki, uokvirjenimi v slepe loke.
- RadiaIne kapele stolnice Bourges
- Apsida – stranski pogled

## Notranjost

### Tloris in višina
- Tloris s štirimi stranskimi ladjami
- Višina, kot jo je narisal Viollet-le-Duc
- Prerez, ki prikazuje ladje različnih višin

Stolnica v Bourgesu pokriva površino 6200 kvadratnih metrov. Ladja stolnice je široka 41 metrov in visoka 37 metrov; njena arkada je visoka 20 metrov; notranja stranska ladja je visoka 21,3 metra, zunanja stranska ladja pa 8,6 metra.
Notranjost je dolga 118 metrov od zahodne sprednje strani do apside. Šestdelni oboki so uporabljeni za premostitev ladje.
Višina ladje od tal do obokov je 37,15 metra v primerjavi s 33 metri pri Notre Dame de Paris, 42 metri  pri stolnici v Amiensu in 48 metri pri stolnici v Beauvaisu.
Stolnica v Bourgesu je znana po preprostosti svojega tlorisa, ki je bil brez prečnih ladij, vendar ima petladijsko zasnovo, ki jo najdemo v starejših cerkvah, kot sta zgodnjekrščanska bazilika svetega Petra v Rimu ali Notre Dame de Paris. Dvojne stranske ladje se brez prekinitev nadaljujejo onkraj položaja korne pregrade (zdaj večinoma uničene, čeprav je v kripti ohranjenih nekaj fragmentov), da tvorijo dvojni ambulatorij okoli kora. Notranja ladja ima višji obok kot zunanja, medtem ko imata tako glavna ladja kot notranja ladja podobna tridelna nadstropja z arkadami, triforiji in svetlobnim nadstropjem; zasnova, ki prepušča precej več svetlobe, kot jo najdemo v bolj običajnih stavbah z dvema stranskima ladjama, kot je Notre-Dame. Ta dizajn z značilnim trikotnim prerezom je bil pozneje kopiran v stolnici v Toledu in v koru v Le Mansu.

### Ladja in kor
- Glavna ladja in kor, obrnjena proti vzhodu
- Spodnja stranska ladja
- Izmenični stebri ladje. Stranski ladji sta v ozadju.
- 18. stoletje=oltar in apsida na vzhodnem koncu
- Okna ambulatorija vzhodnega konca

Večji del notranjosti je zavzemala ladja med zahodnim delom in korom, kjer so sedeli navadni verniki. Kor, prostor, rezerviran za duhovščino, je zavzemal štiri prečnice pred vzhodnim koncem. Vzhodni konec ali apsida je omogočal dostop do polkroga petih radialnih kapel.
Stolnica v Bourgesu je znana po ogromnem in enotnem notranjem prostoru; v notranjosti ni nobene prekinitve med zahodno fronto in apsido na vzhodu. Stebri arkade so visoki 21 metrov, več kot polovica od 37 metrov višine do obokov. Vsak steber je sestavljen iz osrednjega stebra, od katerih sta dva pritrjena na vitke kolonete, ki se na vrhu razširijo in povezujejo z rebrastimi oboki. Prva dva stebra prvega križišča na zahodu sta posebej velika. vsak z enaindvajsetimi koloneti. Zaporedni stebri na zahodu se izmenjujejo med debelejšimi "močnimi" stebri s petimi stebriči in "šibkimi" stebri s štirimi, odvisno od njihovega položaja, v katerem podpirajo oboke nad sabo.
Glavna ladja je trinivojska; zelo visoka arkada v pritličju; triforij, ozka arkada, nad njim; in na vrhu zgornje svetlobno nadstropje, v veliki meri zapolnjeno z okni. Vsak od šestdelnih rebrastih obokov pokriva dve traveji. Stene stranskih ladij niso tako visoke, čeprav imajo tudi okna v vsaki traveji in rebraste oboke, ki jih podpirajo vitki stebri.
V srednjem veku je kor uporabljala izključno duhovščina in je bil od ladje ločen z okrašeno korno pregrado ali okrasno pregrado. Deli stare pregrade so prikazani v kripti. Okrasna neogotska pregrada iz kovanega železa, ki zdaj obdaja kor, je bila nameščena leta 1855,.
Stebri kora so nekoliko tanjši od stebrov ladje, vendar se skladno zlivajo z ostalo notranjščino. Na najvišji ravni so visoka okna s svojimi okroglimi okuli vpeta v vrhove lokov, kar prispeva k občutku neprekinjene višine. Zgornji kor se zaključi z ukrivljenim polkrogom oken.
Kor je bil v 18. stoletju močno preoblikovan, da bi se uskladil z novimi doktrinami iz Vatikana, kar je zahtevalo bogatejšo baročno dekoracijo. Te spremembe so vključevale nove izrezljane korne klopi, ki jih je izdelal René-Michel Slodtz, marmorni tlak v vzorcu šahovnice in nov glavni oltar, ki ga je oblikoval Louis Vassé, uradno posvečen leta 1767.

### Kapele
- Poslikava v kapeli sv. Štefana
- Kapela sv. Janeza Krstnika, poslikava vstalega Kristusa in Marije Magdalene (1467–79)
- Glava Jeanne de Boulogne v kapeli Notre Dame La Blanche (1403)
- Glava Jeana de Berryja v kapeli Notre Dame La Blanche (1403)

Stolnica je obkrožena s kapelami, ki so bile zgrajene skozi stoletja, vstavljene v prostore med oporniki na bokih in se razprostirajo v polkrogu okoli apside. V apsidi je pet kapel, šest obkroža ambulatorij ali zunanjo ladjo na vzhodnem koncu, šest na južni strani in štiri na severni strani. Nekatere vsebujejo grobnice in na splošno častijo določene donatorje ali svetnike. Ena najrazkošnejših kapel, kapela sv. Janeza Krstnika, je bila zgrajena med letoma 1467 in 1479 v ambulatoriju severne strani. Financiral jo je Jean de Breuil, naddekan stolnice in svetovalec pariškega parlamenta. Vsebuje bogat izbor stenskih poslikav in zelo finih vitrajev iz 15. stoletja. Vsa arhitektura je poslikana, pozlačena in okrašena.
Kapelo svete Ane na južni strani ambulatorija je daroval eden od bogatih članov kapitlja, Pierre Tullier. Vitraj je upodobil družino darovalca, ki je bila predstavljena svetniku. Izdelal ga je steklarski mojster Jean Lécuyer leta 1532.
Najbolj ganljiva kapela je kapela Jacquesa Coeurja, enega glavnih donatorjev stolnice. Je na zunanjem ambulatoriju na severni strani in je bila zgrajena leta 1448, da bi vsebovala Coeurjev grob. Izjemno okno, eno najlepših del vitrajev iz 15. stoletja, je bilo narejeno leta 1453. Upodablja nadangela Gabrijela, ki Mariji sporoča, da bo Kristusova mati. Istega leta, ko je bilo okno izdelano, je bil Jacques Coeur aretiran zaradi nezakonite prilastitve sredstev. Družina je bila prisiljena prodati njegovo bivališče in njegove pravice do pokopa v kapeli drugemu bogatemu plemiču, Charlesu de L'Aubespine. Aubespine je naročil arhitektu Françoisu Mansartu, da načrtuje grobnico za novega lastnika. Deli skulpture iz te grobnice so predstavljeni v kapeli.
Lepe primere kiparstva iz 15. stoletja najdemo v kapeli Notre-Dame La Blanche, v središču apside na vzhodnem delu stolnice. Med njimi so doprsni kipi vojvode Jeana de Berryja, čigar grobnica je v spodnji cerkvi, in grobnice njegove žene Jeanne be Boulogne, ki jih je izdelal Jean de Cambrai okoli leta 1403. V stolnico so jih prenesli iz kapele Sainte-Chapelle v Bourgesu leta 1757. Glave in roke so bile razbite med revolucijo, a obnovljene v 19. stoletju.

### Spodnja cerkev in grobnica vojvode Berryja
Spodnja cerkev je bila zgrajena najprej na starem obzidju, da bi izravnala šestmetrsko strmo pobočje in služila kot podlaga za apsido in zadnje prvo prečno križišče zgornje cerkve. Dokončana je bila okoli leta 1200. Njen obokan strop podpirajo masivni stebri in sedem arkad ter tri metre debela stena, prebodena s šiljastimi okni. Nekoč je očitno služila kot pisarna gradbenega mojstra; načrti rozete na zahodnem zatrepu so vgravirani na tla. Danes ima zbirko vitrajev, ustvarjenih med letoma 1391 in 1397, ki so bili prej vgrajeni v okna kapele Sainte-Chapelle, ki jo je zgradil Jean, vojvoda Berry, in je bila uničena leta 1757.
Vojvoda je bil pomemben zbiralec umetnin tega obdobja; med deli, ki jih je naročil, je bil Sijajni horarij vojvode Berrijskega (Très Riches Heures du Duc de Berry). Sama grobnica je eno glavnih umetniških del v kapeli. Nastala je med letoma 1391 in 1397 in je pomembno delo srednjeveškega kiparstva, ki ga je med letoma 1422 in 1428 izdelal kipar Jean de Cambrai. Skulptura vključuje marmornato grobnico vojvode z njegovo simbolično živaljo, priklenjenim medvedom z nagobčnikom, ob njegovih nogah. V bližini sta kipa vojvode in Jeanne iz Boulogne, oba predelana kiparja Jeana Coxa približno leta 1710. Grobnica je prvotno predstavljala zbirko štiridesetih izklesanih žalujočih iz marmorja in alabastra. Ti so zdaj večinoma razpršeni po različnih muzejih.
Drugi zanimivi predmeti v spodnji cerkvi so kosi skulpture izvirnega Jubé ali korne pregrade, izdelane v Parizu v 1230-ih, ki je ločevala kor od ladje do 18. stoletja. Bila je bil močno poškodovan leta 1562 med verskimi vojnami, nato pa uničena leta 1757 med rekonstrukcijo kora. Razstava vključuje nove in izvirne predmete.
- Poslikava v kapeli svetega Štefana
- Kapela sv. Janeza Krstnika, poslikava vstalega Kristusa in Marije Magdalene (1467–79)
- Grob Jeana, vojvode Berryjskega v spodnji cerkvi
- Skulptura obsojenih na pekel iz prvotne korne pregrade (1230)

### Orgle
Prvotne orgle so bile pod rozeto na notranji zahodni strani. Uničene so bile leta 1506 zaradi zrušitve sosednjega stolpa. Nekaj kiparskega okrasja v bližini nekdanjega položaja, ki prikazuje angele glasbenike in kariatide, spominja na njihovo prisotnost. Od leta 1663 so jih zamenjali z novimi. Orgelsko omaro je leta 1665 izdelal Bernard Perette. Orgle so bile v letih 1741 in 1860 predelane in povečane, leta 1985 pa so jih sodobno prenovili.
Današnje orgle imajo petdeset registrov ali posebnih zvokov, več kot 2500 piščali, štiri klaviature in niz pedalov za igranje dodatnih not.

### Astronomska ura
Astronomska ura v stolnici v Bourgesu je bila prvič nameščena novembra 1424, v času vladavine Karla VII., ko je imel kraljevi dvor sedež v Bourgesu, ob krstu njegovega sina dofena (bodočega Ludvika XI.). Ura, ki jo je zasnoval kanonik in matematik Jean Fusoris, izdelal pa André Cassart, je v ohišju v obliki zvonika, ki ga je poslikal Jean Grangier (ali Jean Orléanski). Ima dve številčnici, zgornjo, dodano v 19. stoletju, prikazuje čas, spodnjo pa uro, lunino fazo in starost ter položaj sonca v zodiaku.
Zvonovi ure zazvonijo na četrt ure in na uro zazvonijo prve štiri note Salve Regina. Ura na vrhu prikazuje minute in ure zelo natančno, z odstopanjem ene sekunde na sto petdeset let. Spodnja stran prikazuje izrazito ozvezdje na nočnem nebu, lunino fazo in znak zodiaka.
Ura je bila restavrirana v letih 1782, 1822, 1841, popolnoma prenovljena pa leta 1872, ko so vgradili zgornjo številčnico, ki je kazala le čas. Zodiakalni koledar je bil obnovljen leta 1973. Ura je bila močno poškodovana v požaru leta 1986; po popolni restavraciji je bila ura leta 1994 ponovno nameščena z repliko mehanizma. Originalni mehanizem je na ogled v stolnici.
- Spodnji del ure
- Restavrirana astronomska ura (15. stoletje)
- Originalni mehanizem ure

## Vitraji
Stolnica Bourges je še posebej znana po vitražih iz 13. stoletja, zlasti oknih v kapelah ambulatoriju apside, ki izvirajo iz okoli leta 1215, približno v istem času kot okna stolnice v Chartresu (okna v osni kapeli na zaključek apside so novejši). Znamenita okna v Bourgesu so večinoma na nivoju tal, kar daje boljšo priložnost, kot ponuja večina gotskih stolnic, da si jih natančno ogleda.

### Grand Housteau in apsida
Zahodno pročelje ima slepo rozeto na oboku nad osrednjima portaloma; veliko okno s šestimi lancetami in dvema okulusoma nad tem, pod veliko rozeto; in še ena manjša vrtnica v koničastem loku zgoraj. Rozeta Grand Housteau je iz približno leta 1392. Ima geometrijske oblike, ki obdajajo okno goloba, ki predstavlja Svetega Duha. Zunanjost fasade, imenovane Grand Housteau, je v Flamboyant slogu in izvira iz zgodnjega 16. stoletja.
Visoka okna apside, na vzhodnem koncu, tvorijo polkrog, z dvema oknoma na vrhu z okulusom v vsaki traveji. V osrednjem oknu je upodobljena Devica Marija, ki drži malega svetega Štefana in model stolnice. Na severni strani zgornja okna prikazujejo devetnajst prerokov v kronološkem vrstnem redu, začenši z Janezom Krstnikom na vzhodni strani Device. Na južni strani, zahodno od Device, je devetnajst oken, ki prikazujejo apostole in učence.
- Rozeta na zahodni strani
- Visoka okna apside

### Okna apside ambulatorija (13. stoletje)
Eno najbolj znanih oken iz tega obdobja je Jožefovo okno v ambulatoriju desno od kapele sv. Frančiška Saleškega. Njegovi medaljoni prikazujejo dogodke v življenju Jožefa, Jakobovega sina, ko išče svoje brate. Prikazuje tudi sodarje in tesarje med delom; ta dva ceha sta bila pokrovitelja okna. Okno, ki prikazuje Prispodobo o Lazarju in bogatašu, in Lazar prikazuje kamnoseke, katerih ceh je financiral to okno.
Ambulatorij vključuje več drugih tipoloških oken (podobnih primerom v stolnici v Sensu in stolnici v Canterburyju) ter več hagiografskih ciklov, zgodbo o starozaveznem patriarhu Jožefu in simbolične upodobitve Apokalipse in Poslednje sodbe. Druga okna prikazujejo pasijon in tri Jezusove prilike; dobri Samarijan, izgubljeni sin in zgodba o bogatašu in Lazarju. Francoski umetnostni zgodovinar Louis Grodecki je identificiral tri različne mojstre ali delavnice, ki so sodelovale pri zasteklitvi, od katerih je eden morda delal tudi na oknih stolnice v Poitiersu.
- Prizori iz življenja Jožefa, ki išče svoje sinove, pa tudi sodarjev in tesarjev pri delu
- Detajl okna Poslednje sodbe; grešniki kaznovani
- Prizor iz okna Pasijona – Zadnja večerja.
- Prizor iz prilike o Lazarju in slabem bogatašu; kamnoseki na delu (Apsida)
- Detajl okna Apokalipse (apsida)

=== Vitražna legendarna okna v ambulatoriju (13. stoletje)
- Življenje Janeza Krstnika
- Kristusov pasijon
- Prilika o usmiljenem Samarijanu
- Življenje patriarha Jožefa
- Legenda o svetem Tomažu
- Življenje svetega Jakoba Velikega
- Novo zavezništvo
- Apokalipsa
- Iznajdba relikvij svetega Štefana

### Okna v ladji in koru
Skoraj vsa zgornja okna glavne in stranskih ladij so zapolnjena s sivkastim steklom grizaj, ki zagotavlja maksimalno osvetlitev. Samo majhne rozete nad njimi imajo figure, večinoma kombinacije svetnikov škofov in kardinalov. Prvih pet majhnih rozet vzhodno od fasade v notranjem stranskem prehodu prikazuje starce iz apokalipse, nekateri igrajo na glasbila, vključno z vrsto harmonike, zelo zgodnjo upodobitvijo tega instrumenta.

### Vitraži iz 15. in 16. stoletja
V kapelah najdemo številna okna iz 15. in 16. stoletja. Kažejo renesančni vpliv, veliko bližje slikam kot prejšnja okna, z večjim realizmom in uporabo perspektive. Eden najboljših primerov je okno Marijinega oznanjenja, ki je v kapeli Jacquesa Coeurja. Prvotno je bila v Sainte Chapelle Bourges, ki je bila uničena med revolucijo.
Kapela svete Ivane Orleanske je bila zgrajena leta 1468 in ima opazno okno iz 16. stoletja, posvečeno življenju Ivane Orleanske v šestnajstih prizorih, z natančnimi renesančnimi podrobnostmi in barvami. Postavljena je bila leta 1517.
Kapele ob stranskih ladjah vsebujejo tudi nekaj izjemnih oken iz 15. stoletja. Kapela Notre Dame de Sales ali Kraljeva kapela na južni strani blizu zahodne fasade ima okno, ki predstavlja dvanajst apostolov pod dovršenimi arhitekturnimi postavitvami (1473–74).
Osna kapela Notre-Dame-la-Blanche na vzhodnem koncu apside ima tudi sklop iz 16. stoletja, ki je bil prvotno v kapeli Sainte-Chapelle v Bourgesu. Glavno okno predstavlja prizore Marijinega vnebovzetja.
- Okno apostolov (15. stoletje)
- Kapela Svete Ivane Orleanske, Prizori iz življenja Saint Denisa (15. stoletje) (kliknite za povečavo)
- Kapela Jacquesa Coeurja, Oznanilo (1448–1450)
- Okna kapele svetega Jožefa ali Alligret (1415)
- Kapela De Breuil - čaščenje Treh kraljev(1467–79)
- Kapela Beaucaire - Cerkveni učitelji(1452)
- Kapela svete Ane ali Tullier (1533); družina Tullier je predstavljena sveti Ani
- Okno Marijinega vnebovzetja, osna kapela (16. stoletje)
- Detajli Marijinega vnebovzetja, osna kapela (16. stoletje) (klikni 3X za povečavo)
- Coppinova kapela, južna stran, (1518)